# 聶
聶（じょう）は、漢姓のひとつ。『百家姓』では372番目の名字である。2020年の中華人民共和国の統計では人数順の上位100姓に入っておらず、台湾の2018年の統計でも179番目に多い姓で、2,774人がいる。

## 著名な人物
- 聶政 - 中国戦国時代の刺客。
- 張遼 - 後漢末期から三国時代の呂布・魏の武将。本姓は聶であるが、復讐を避けるために「張」に改姓した。
- 聶友 - 三国時代の呉の政治家。
- 聶士成 - 清末の軍人。
- 聶耳 - 中国の作曲家。
- 聶栄臻 - 中華人民共和国の軍人、政治家。
- 聶元梓 - 中華人民共和国の学者、政治家。
- 聶衛平 - 中華人民共和国の囲碁棋士。
- 聶海勝 - 中華人民共和国の宇宙飛行士。
- 聶遠 - 中華人民共和国の俳優。